# Senostoma atripes
Senostoma atripes là một loài ruồi trong họ Tachinidae.